# Citipati
Citipati – rodzaj niewielkiego teropoda z grupy owiraptorozaurów, występującego pod koniec kredy, ok. 82–78 mln lat temu, na terenach współczesnej Mongolii.

## Etymologia
Nazwa rodzajowa pochodzi od słów citi – pan, władca i pati – kopiec pogrzebowy. Odnosi się ona do dwóch mnichów – postaci z folkloru buddystów, którym w stanie medytacji odcięto głowy. Przedstawiani są jako dwa tańczące szkielety w ogniu. Tę nazwę rodzajową nadano temu teropodowi z powodu świetnie zachowanych szkieletów, na podstawie których opisano gatunek C. osmolskae. Tymczasem epitet gatunkowy osmolskae honoruje prof. Halszkę Osmólską – znawczynię dinozaurów i uczestniczkę wypraw paleontologicznych na pustynię Gobi.

## Budowa
Citipati miała mocny, bezzębny dziób i duży grzebień. U nienazwanego gatunku Citipati sp. jest on większy niż u Citipati osmolskae. Największy znany okaz należący do tego rodzaju jest wielkości emu. Podobnie jak on, Citipati miała długą szyję.

## Dieta
Dieta citipati, podobnie jak innych owiraptorozaurów, jest znana jedynie fragmentarycznie. W pobliżu gniazda należącego do tego dinozaura znaleziono szkielet jaszczurki i czaszki młodych troodontów, co sugeruje, że odżywiał się małymi kręgowcami. Być może też okresowo żywił się małżami, znalezionymi w wysychających jeziorach, których muszle miażdżył swoim mocnym dziobem. Zdaniem innych odżywiał się owocami i orzechami.

## Klasyfikacja
Do rodzaju Citipati z pewnością można zaliczyć tylko jego gatunek typowy, C. osmolskae. Do przedstawiciela drugiego, jeszcze nienazwanego gatunku z tego rodzaju mógł należeć niemal kompletny szkielet z charakterystycznym grzebieniem kostnym na czaszce, oznaczony jako IGM 100/42 lub GIN 100/42. Pierwotnie okaz ten uznany został za przedstawiciela gatunku Oviraptor philoceratops; dopiero później stwierdzono jego prawdopodobne bliższe pokrewieństwo z Citipati osmolskae niż z O. philoceratops. Z powodu sporych podobieństw między C. sp. a owiraptorem, niekiedy uważa się, że C. sp. naprawdę należy do rodzaju Oviraptor (najczęściej zalicza się go do nowego gatunku umieszczonego w obrębie tego rodzaju). Jednak z powodu fragmentaryczności i uszkodzenia materiału kopalnego O. philoceratops trudno ostatecznie ustalić, czy IGM 100/42 naprawdę należy do rodzaju Oviraptor. Rekonstrukcje O. philoceratops często są opierane na IGM 100/42.

## Jaja
W 1993 r. odkryto reprezentujący gatunek C. osmolskae okaz IGM 100/979 – szkielet dorosłego osobnika na gnieździe z 15 jajami. Jaja przykryte są ramionami, a sam dinozaur wysiaduje je w takiej samej pozycji jak współczesne ptaki. To kolejny dowód na to, że dinozaury i ptaki są ze sobą spokrewnione, a owiraptorozaury miały pióra (bez nich przykrywania jaj kończynami przednimi byłoby bezcelowe). Jaja mają 14 cm średnicy.